# Idensalmi–Kontiomäki-banan
| Unknown BSicon "ABZg+l" |

| Junction both to and from right |

| Station on track |

| Unknown BSicon "ABZgl" |

| Unknown BSicon "eHST" |

| Unknown BSicon "ABZg+l" |

| Unknown BSicon "eHST" |

| Station on track |

| Unknown BSicon "ABZgr" |

| Unknown BSicon "eHST" |

| Unknown BSicon "ABZglr+lr" |

| Non-passenger station/depot on track |

| Unknown BSicon "eHST" |

| Station on track |

| Small non-passenger station on track |

| Small non-passenger station on track |

| Unknown BSicon "ABZg+r" |

| Station on track |

| Straight track |

| Unknown BSicon "ABZg+l" |

| Junction both to and from right |

| Station on track |

| Unknown BSicon "ABZgl" |

| Unknown BSicon "eHST" |

| Unknown BSicon "ABZg+l" |

| Unknown BSicon "eHST" |

| Station on track |

| Unknown BSicon "ABZgr" |

| Unknown BSicon "eHST" |

| Unknown BSicon "ABZglr+lr" |

| Non-passenger station/depot on track |

| Unknown BSicon "eHST" |

| Station on track |

| Small non-passenger station on track |

| Small non-passenger station on track |

| Unknown BSicon "ABZg+r" |

| Station on track |

| Straight track |

Idensalmi-Kontiomäki-banan är en del av det finländska järnvägsnätet och sträcker sig från Idensalmi via Kajana till Kontiomäki. Bansträckningen Idensalmi-Kajana blev klar 1904 och den sista delen till Kontiomäki 1923. Banan är elektrifierad sedan 2006.

## Stationer

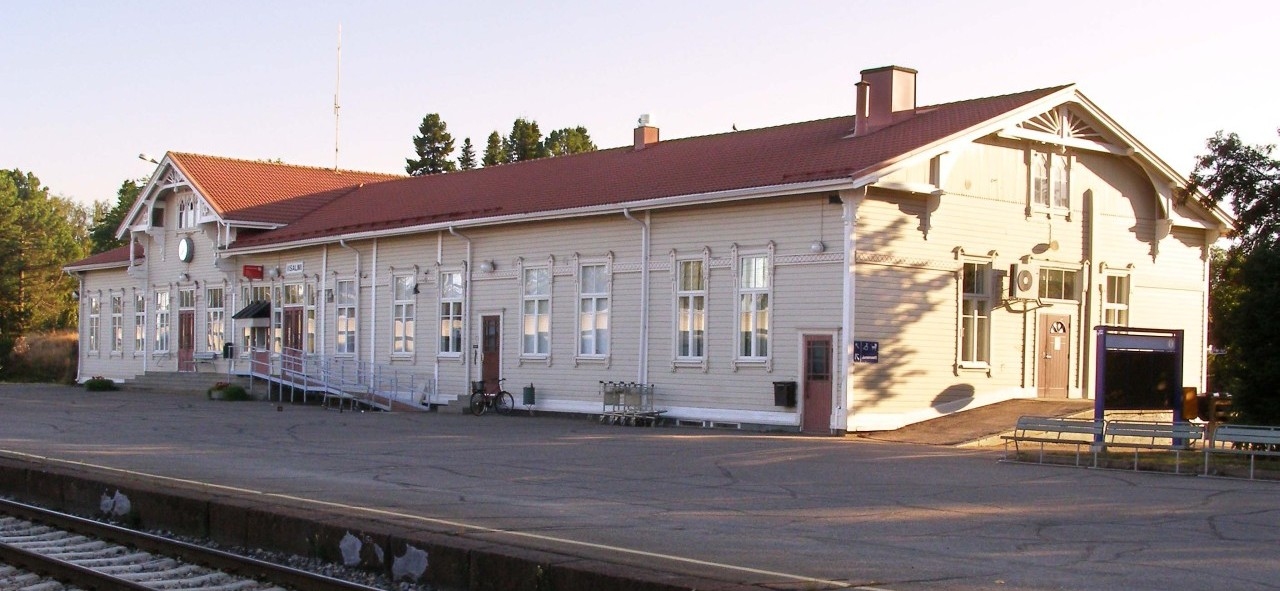
Idensalmi
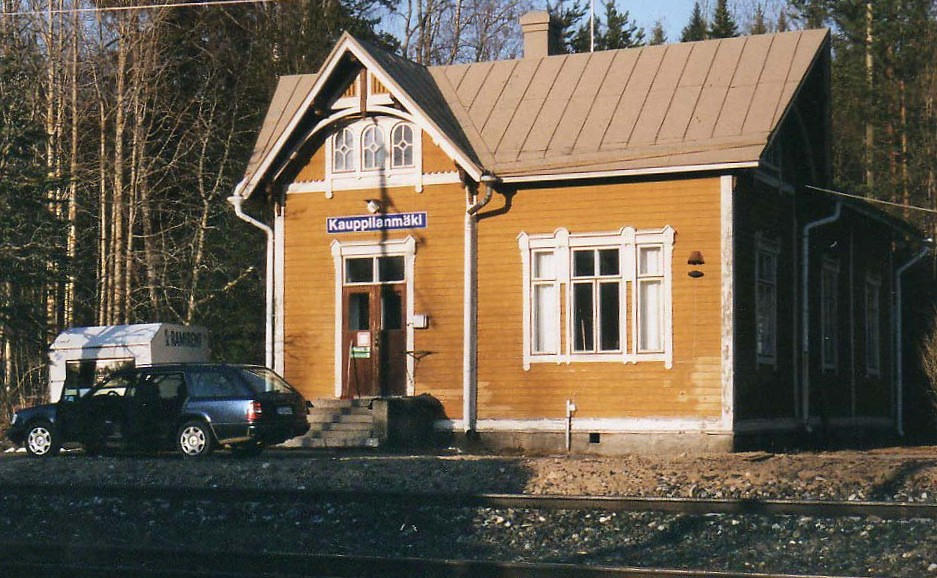
Kauppilanmäki
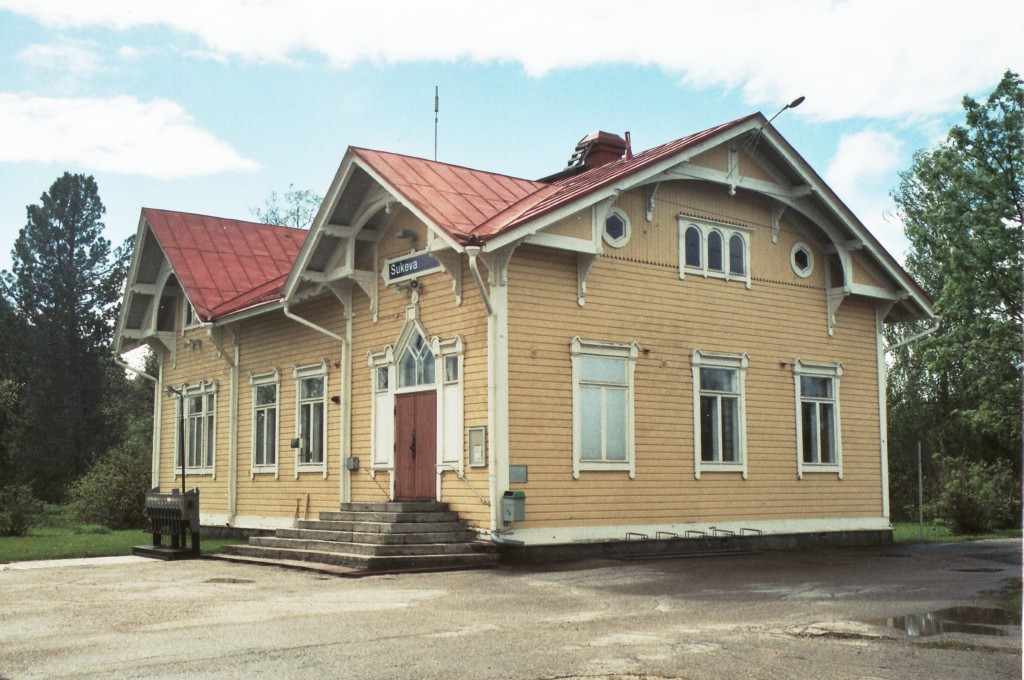
Sukeva
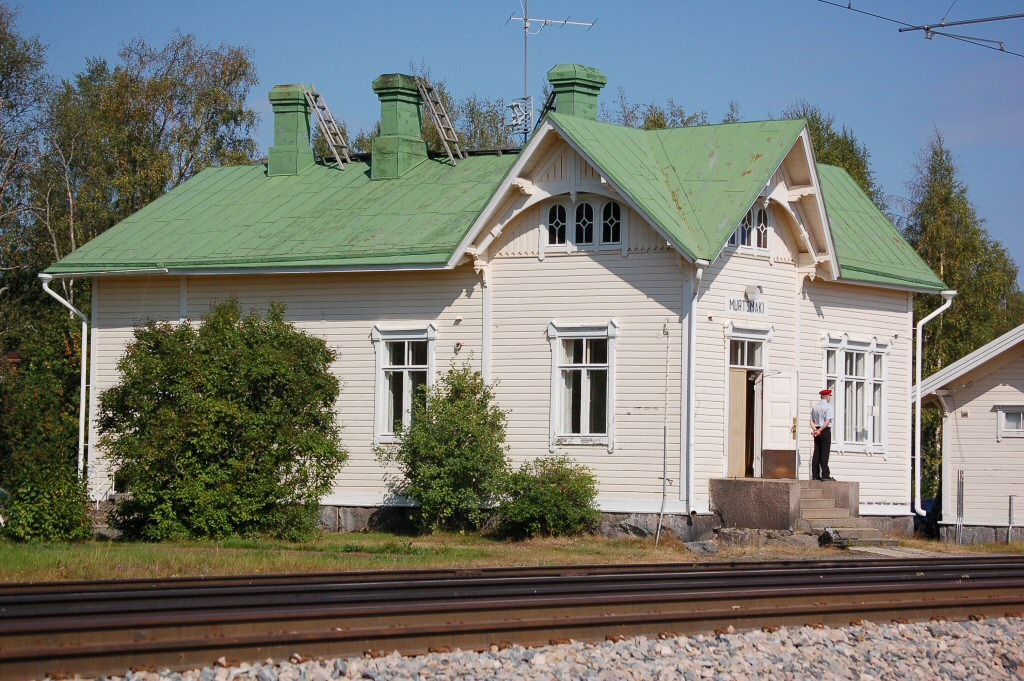
Murtomäki
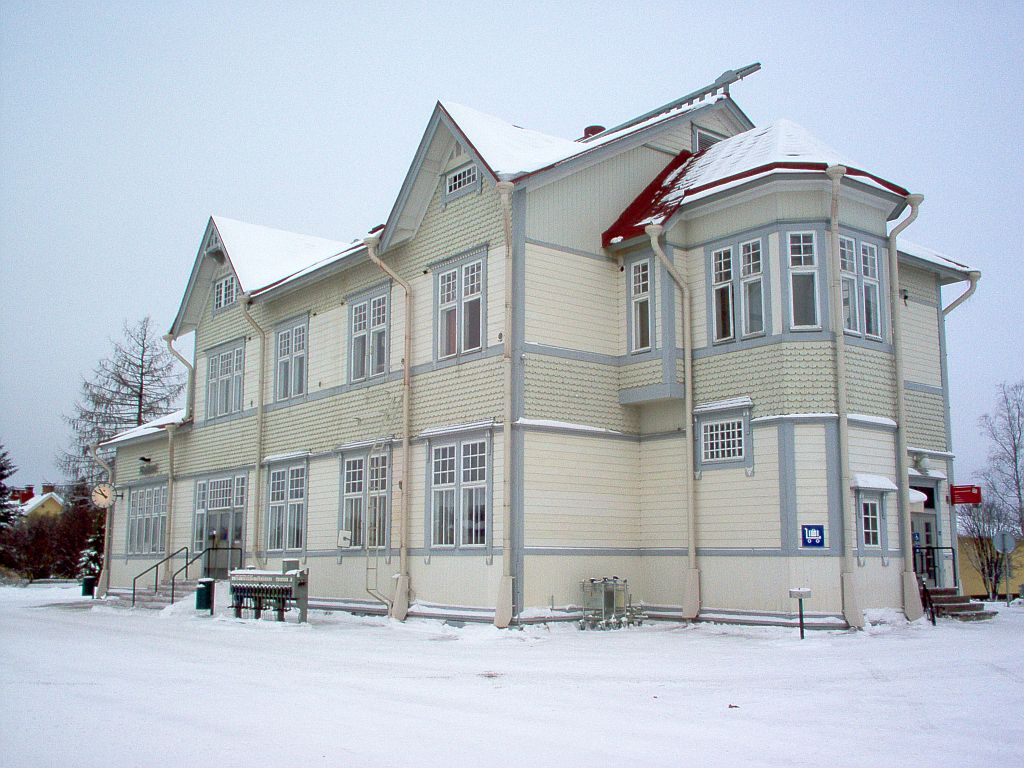
Kajana
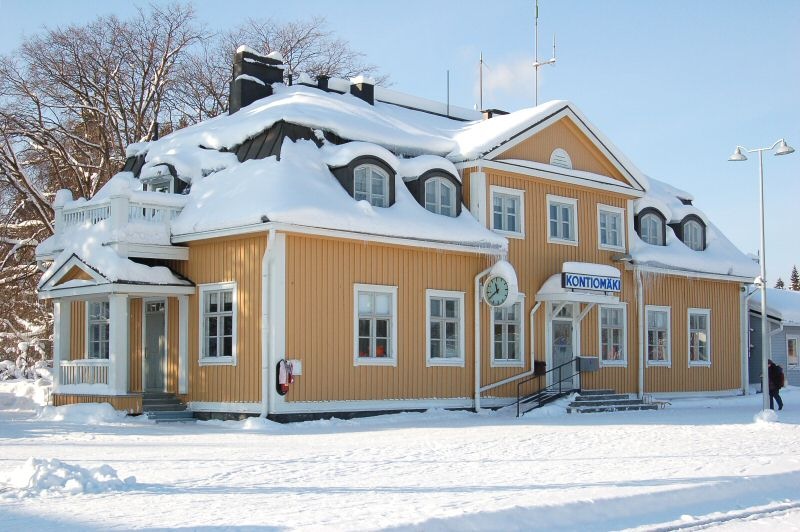
Kontiomäki